# Associazione Calcio Pro Sesto 2005-2006
Questa pagina raccoglie le informazioni riguardanti l'Associazione Calcio Pro Sesto nelle competizioni ufficiali della stagione 2005-2006.

## Stagione
Nella stagione 2005-2006 la Pro Sesto ha disputato il girone A del campionato di Serie C1, piazzandosi in quattordicesima posizione con 38 punti in classifica. Ha disputato e perso il playout con il San Marino ed è retrocessa sul campo in Serie C2 come terz'ultima, venendo in seguito ripescata in Serie C1. Il torneo è stato vinto con 63 punti dallo Spezia che ha ottenuto la promozione diretta in Serie B, la seconda promossa è stato il Genoa che ha vinto i playoff, superando in finale il Monza. Tre i tecnici che si sono alternati sulla panchina sestese, senza riuscire a raggiungere l'obiettivo di mantenere la categoria, però il terz'ultimo posto ottenuto, si è dimostrato prezioso, perché ha permesso il ripescaggio in luglio, con Ancona e Massese, in seguito alla non ammissione alla C1 di Catanzaro, Gela e Torres Sassari. Con 12 reti il miglior realizzatore stagionale dei biancocelesti è stato Marco Sansovini con 1 rete in Coppa Italia ed 11 reti segnate in campionato. Nella Coppa Italia Nazionale la Pro Sesto subito fuori nel primo turno in gara unica, contro il Brescia (0-1) al Breda. Nella Coppa Italia di Serie C fuori nei trentaduesimi di finale nel doppio confronto con la Sanremese.

## Rosa
| N. |                    | Ruolo | Calciatore            |
| -- | ------------------ | ----- | --------------------- |
|    | Italia (bandiera)  | C     | Matteo Ambrosoni      |
|    | Italia (bandiera)  | D     | Antonio Beccegato     |
|    | Italia (bandiera)  | D     | Alberto Bendoricchio  |
|    | Italia (bandiera)  | C     | Davide Bersi          |
|    | Italia (bandiera)  | A     | Alessio Bifini        |
|    | Italia (bandiera)  | C     | Patrizio Billio       |
|    | Italia (bandiera)  | A     | Liborio Bongiovanni   |
|    | Italia (bandiera)  | P     | Marco Borghetto       |
|    | Italia (bandiera)  | D     | Davide Cattaneo       |
|    | Italia (bandiera)  | D     | Stefano Citterio      |
|    | Italia (bandiera)  | D     | Andrea Cottini        |
|    | Brasile (bandiera) | A     | Marcos Ariel de Paula |
|    | Italia (bandiera)  | D     | Alessio D'Imporzano   |
|    | Italia (bandiera)  | D     | Dario Dossi           |
|    | Italia (bandiera)  | A     | Elia Firmino          |

| N. |                      | Ruolo | Calciatore           |
| -- | -------------------- | ----- | -------------------- |
|    | Italia (bandiera)    | D     | Corrado Ferracuti    |
|    | Italia (bandiera)    | C     | Pasquale Fracassetti |
|    | Italia (bandiera)    | D     | Cristiano Giaretta   |
|    | Italia (bandiera)    | P     | Paolo Giussani       |
|    | Italia (bandiera)    | D     | Daniele Gregori      |
|    | Argentina (bandiera) | A     | Leandro Lázzaro      |
|    | Italia (bandiera)    | C     | Alex Pederzoli       |
|    | Italia (bandiera)    | C     | Stefano Preti        |
|    | Italia (bandiera)    | D     | Simone Rota          |
|    | Italia (bandiera)    | C     | Paolo Ruffini        |
|    | Italia (bandiera)    | C     | Claudio Salvi        |
|    | Italia (bandiera)    | A     | Marco Sansovini      |
|    | Italia (bandiera)    | A     | Cosimo Sarli         |
|    | Italia (bandiera)    | A     | Mattia Turetta       |
|    | Italia (bandiera)    | D     | Gianluca Zattarin    |

## Risultati

### Campionato

#### Girone di andata
| Arbitro: | Iannone (Napoli) |

|             |           |                                 |
| Lázzaro 72’ | Marcatori | 20’ La Grottería 74’ Rossettini |

| Arbitro: | Stallone (Foggia) |

|             |           |  |
| Deinite 33’ | Marcatori |  |

| Arbitro: | Celi (Campobasso) |

|  |           |                                      |
|  | Marcatori | 26’ Egbedi 70’ Santos 85’ V. Espinal |

| Arbitro: | Pierpaoli (Firenze) |

|                            |           |                                 |
| Bagnara 27’ Staffolani 45’ | Marcatori | 13’, 69’ De Paula 56’ Sansovini |

| Arbitro: | Burdin (Cormons) |

|            |           |  |
| Ruffini 8’ | Marcatori |  |

| Arbitro: | Passeri (Gubbio) |

|                               |           |             |
| Califano 40’ (rig.) Memmo 55’ | Marcatori | 41’ Lázzaro |

| Arbitro: | Vuoto (Livorno) |

|            |           |            |
| Ruffini 6’ | Marcatori | 70’ Meloni |

| Arbitro: | Candussio (Cervignano del Friuli) |

|  |           |             |
|  | Marcatori | 87’ Ruffini |

| Arbitro: | Zanardo (Conegliano) |

|  |           |                |
|  | Marcatori | 47’ Sinigaglia |

| Arbitro: | Lioce (Molfetta) |

|                          |           |  |
| De Gasperi 13’ Sestu 69’ | Marcatori |  |

| Arbitro: | Baratta (Salerno) |

|                                   |           |                     |
| Sansovini 59’ (rig.) De Paula 68’ | Marcatori | 74’ (rig.) Chianese |

| Arbitro: | Rubino (Salerno) |

|  |           |               |
|  | Marcatori | 13’ Sansovini |

| Arbitro: | Zanzi (Lugo di Romagna) |

|              |           |  |
| Sansovini 7’ | Marcatori |  |

| Arbitro: | Forconi (Aprilia) |

|                |           |  |
| Migliaccio 62’ | Marcatori |  |

| Arbitro: | Mannella (Avezzano) |

|              |           |                       |
| C. Salvi 21’ | Marcatori | 88’ (rig.) Varricchio |

| Arbitro: | Barletta (Bernalda) |

|                                     |           |              |
| Masolini 65’ (rig.) Quintavalla 77’ | Marcatori | 75’ De Paula |

| Arbitro: | Cavarretta (Trapani) |

|  |           |                           |
|  | Marcatori | 56’ Ferraro 90’ Magliocco |

#### Girone di ritorno
| Arbitro: | Pinzani (Empoli) |

|                       |           |  |
| Selva 11’ Zecchin 70’ | Marcatori |  |

| Arbitro: | Giglioni (Siena) |

|               |           |  |
| Sansovini 17’ | Marcatori |  |

| Arbitro: | Liotta (Caltanissetta) |

|  |           |               |
|  | Marcatori | 26’ Sansovini |

| Sesto San Giovanni 28 gennaio 2006 21ª giornata | Pro Sesto       | 0 – 0 | Fermana | Stadio Breda\| Arbitro: \| Manna (Isernia) \| |
| Arbitro:                                        | Manna (Isernia) |       |         |                                               |

| Arbitro: | Gervasoni (Mantova) |

|                        |           |  |
| Temelin 16’ Marino 90’ | Marcatori |  |

| Arbitro: | Marrocco (Pisa) |

|                         |           |                |
| Bifini 7’ Sansovini 24’ | Marcatori | 67’ De Giorgio |

| Arbitro: | Ruini (Reggio Emilia) |

|                                       |           |  |
| Procopio 74’ A. Villa 81’ (rig.), 92’ | Marcatori |  |

| Arbitro: | Grazioli (Maniago) |

|                        |           |               |
| Sansovini 90+5’ (rig.) | Marcatori | 90+3’ Giraldi |

| Arbitro: | Celi (Campobasso) |

|                         |           |  |
| Caccia 32’ M. Rossi 87’ | Marcatori |  |

| Arbitro: | Didato (Agrigento) |

|               |           |                      |
| Sansovini 37’ | Marcatori | 46’ (aut.) Ferracuti |

| Arbitro: | Zanichelli (Genova) |

|                                                               |           |                      |
| Fasano 31’ Chianese 50’ (rig.) Veronese 65’ (rig.) Gorini 83’ | Marcatori | 13’ (rig.) Sansovini |

| Arbitro: | Vuoto (Livorno) |

|  |           |                         |
|  | Marcatori | 15’ Zaccanti 89’ Rubino |

| Arbitro: | Orsato (Schio) |

|             |           |  |
| Docente 20’ | Marcatori |  |

| Arbitro: | Damato (Barletta) |

|                                          |           |           |
| Bifini 17’, 65’ Elia 29’ Bongiovanni 89’ | Marcatori | 52’ Manca |

| Arbitro: | Zanardo (Conegliano) |

|              |           |  |
| Guidetti 34’ | Marcatori |  |

| Arbitro: | Cavarretta (Trapani) |

|                                       |           |           |
| Ruffini 78’, 89’ Sansovini 80’ (rig.) | Marcatori | 48’ Matri |

| Arbitro: | Barletta (Bernalda) |

|                                                                             |           |  |
| Soligo 10’ Araboni 13’ Princivalli 49’ D'Imporzano 79’ (aut.) Di Vicino 84’ | Marcatori |  |

### Play-out
| Arbitro: | Pierpaoli (Firenze) |

|                |           |  |
| Piovaccari 76’ | Marcatori |  |

| Sesto San Giovanni 28 maggio 2006 Ritorno | Pro Sesto       | 0 – 0 | San Marino | Stadio Breda\| Arbitro: \| Salati (Trento) \| |
| Arbitro:                                  | Salati (Trento) |       |            |                                               |

### Coppa Italia
| Arbitro: | Gava (Conegliano) |

|  |           |                |
|  | Marcatori | 59’ Possanzini |

### Coppa Italia di Serie C
| Arbitro: | Buonocore (Nichelino) |

|               |           |                   |
| Sansovini 54’ | Marcatori | 5’ (rig.) Minieri |

| Arbitro: | Gallione (Alessandria) |

|                  |           |  |
| Mosciaro 1’, 50’ | Marcatori |  |